# Charaxinae
De Charaxinae zijn een onderfamilie van vlinders uit de familie Nymphalidae. De indeling in tribus en geslachten in dit artikel volgt die van de Nymphalidae Systematics Group.

## Geslachtgroepen en geslachten

### CharaxiniBoisduval,1833
- Charaxes Ochsenheimer, 1816
  - = Paphia Fabricius, 1807 non Paphia Lamarck, 1799 (Bivalvia)
  - = Eriboea Hübner, 1819
  - = Jasia Swainson, 1832
  - = Monura Mabille, 1877 non Monura Ehrenberg, 1831
  - = Haridra Moore, 1880
  - = Zingha Hemming, 1939, nomen novum voor Monura Mabille, 1877
  - = Hadrodontes Stoneham, 1964
  - = Stonehamia Cowan, 1968
- Polyura Billberg, 1820
  - = Eulepis Scudder, 1875 non Eulepis Billberg, 1820
  - = Murwareda Moore, 1896
  - = Pareriboea Roepke, 1938

### AnaeiniReuter,1896
- Anaea Hübner, 1819
  - = Pyrrhanaea Röber, 1888
- Coenophlebia Felder & Felder, 1862
- Consul Hübner, 1807
  - = Consul Hübner, 1806 (nomen rejiciendum)
  - = Protogonius Hübner, 1819
  - = Fabius Duncan, 1837
  - = Helicodes Doubleday, 1844
  - = Helicodes Boisduval, 1870
- Fountainea Rydon, 1971
- Hypna Hübner, 1819
  - = Hecalene Doubleday, 1844
- Memphis Hübner, 1819
  - = Corycia Hübner, 1825 non Corycia Hübner, 1823
  - = Cymatogramma Doubleday, 1849
  - = Euschatzia Grote, 1898
  - = Rydonia Salazar & Constantino, 2001
  - = Annagrapha Salazar & Constantino, 2001
- Polygrapha Staudinger, 1887
  - = Pseudocharaxes Salazar, 2001
  - = Rydonia Salazar & Constantino, 2001
  - = Muyshondtia Salazar & Constantino, 2001
  - = Pseudocharaxes Salazar & Constantino, 2001
  - = Zikania Salazar & Constantino, 2001
- Siderone Hübner, 1823
  - = Phyllophasis Blanchard, 1840
  - = Siderone Boisduval, 1836
  - = Sideronidia Stichel, 1939
- Zaretis Hübner, 1819

### EuxanthiniRydon,1971
- Euxanthe Hübner, 1819
  - = Godartia Lucas, 1843
  - = Anthora Doubleday, 1844
  - = Hypomelaena Aurivillius, 1899

### PalliniRydon,1971
- Palla Hübner, 1819
  - = Philognoma Doubleday, 1844

### PreponiniRydon,1971
- Prepona Boisduval, 1836
  - = Morpho Hübner, 1819 non Morpho Fabricius, 1807
- Agrias Doubleday, 1844
  - = Agrias Boisduval, 1870
- Anaeomorpha Rothschild, 1894
- Archaeoprepona Fruhstorfer, 1916
  - = Pseudoprepona Le Moult, 1932
- Noreppa Rydon, 1971

### ProthoiniRoepke,1938
- Prothoe Hübner, 1824
  - = Autonema Westwood, 1850
- Agatasa Moore, 1899